# Sattriya

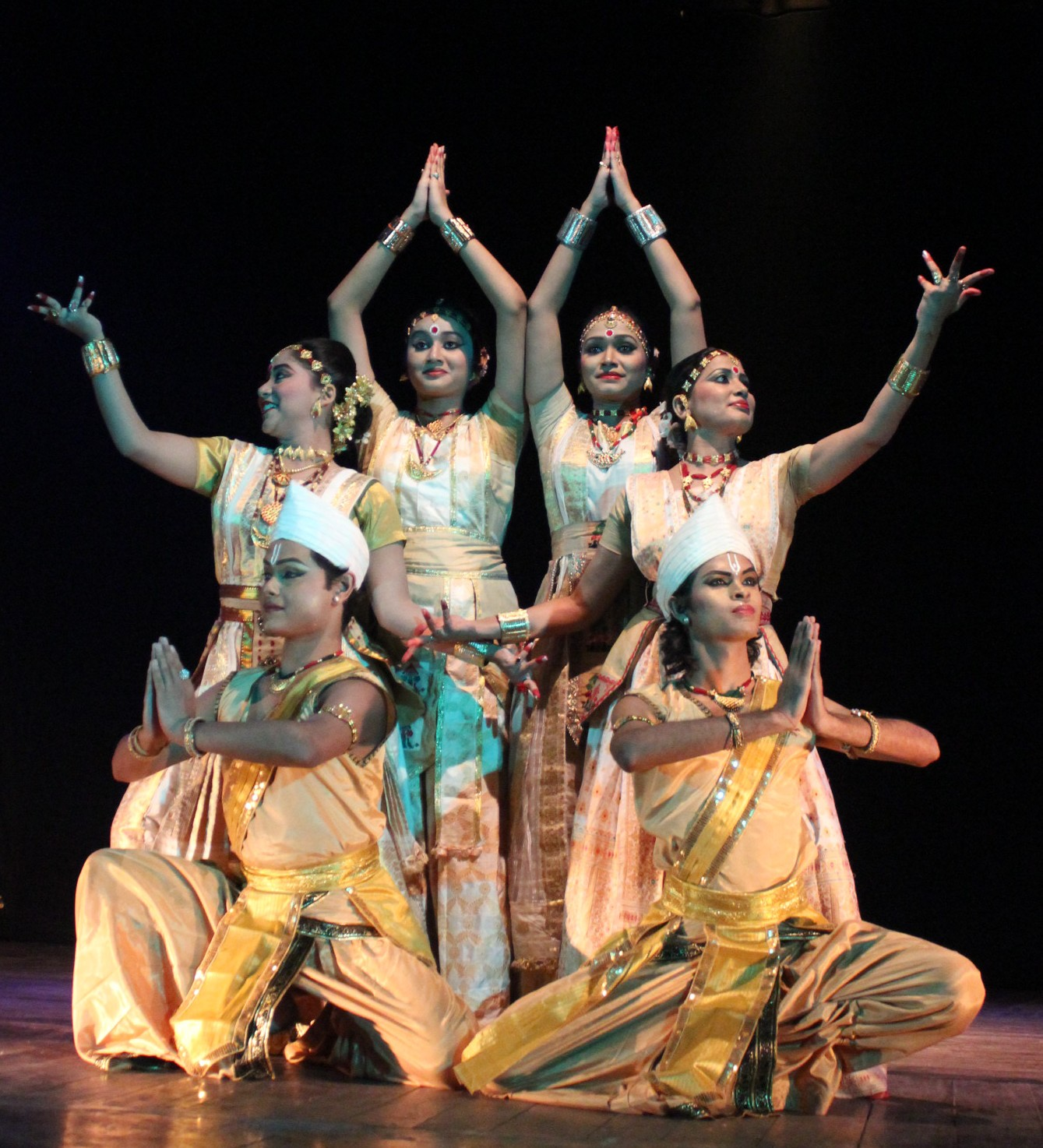
Représentation de Sattriya au Rabindra Bhawan à Guwahati.

Le Sattriya, Satriya ou Sattriya Nritya (সত্ৰীয়া নৃত্য en assamais) est une danse classique originaire d'Assam, un État du nord-est de l'Inde.

## Étymologie
Sattriya vient du mot Sattra (সত্ৰ en assamais; signifie monastère), et signifie du Sattra.

## Histoire
Le Sattriya aurait pris naissance au XVe siècle dans la vallée de l'Assam. D'après la tradition, c'est le saint Srimanta Sankaradev ainsi que son disciple Madhavadeva qui auraient créés cette danse.
Le Sattriya vient des monastères vishnouïtes.